# 福代斯 (阿肯色州)
福代斯（英語：Fordyce）是一個位於美國阿肯色州達拉斯縣的城市。根據2020年美國人口普查，該地人口為3396人，而該地的面積約為17.65平方千米。同時該地也是達拉斯縣的縣治。

## 地理
福代斯的座標為33°48′53″N 92°24′52″W / 33.81472°N 92.41444°W，而該地的平均海拔高度為87米（即285英尺）。